# Hebeulima
Hebeulima is een geslacht van weekdieren uit de klasse van de Gastropoda (slakken).

## Soorten
- Hebeulima columnaria (May, 1915)
- Hebeulima crassiceps Laseron, 1955
- Hebeulima insignis (Turton, 1932)
- Hebeulima inusta (Hedley, 1906)